# Вернер фон Фріч
Барон Вернер Томас Людвіг фон Фріч (нім. Werner Thomas Ludwig Freiherr von Fritsch; нар. 4 серпня 1880, Бенрат, Дюссельдорф — пом. 22 вересня 1939, Варшава) — німецький воєначальник часів Третього Рейху, генерал-полковник (1936) Вермахту. Головнокомандувач сухопутними військами Німеччини (1935—1938).

## Військово-політична діяльність
Генерал фон Фріч був одним із тих, з ким Канцлер Гітлер уклав угоду на «Дойчлянді» від 11 квітня 1934 року, згідно з якою за підтримки військових сил Німецької Імперії в особі генерала фон Бльомберга, командувача інфантерії барона фон Фріча, командувача Крігсмаріне адміралом Редером було погоджено підтримку Гітлера на пост Президента замість Гінденбурга, який тоді вже мав погане здоров'я.

## Компромат і відставка
Генерал-полковник барон Вернер фон Фріч був основним кандидатом на заміщення Бльомберга з посади Військового міністра і Головнокомандувча Вермахту. Але особисто Гітлер не був прихильником Фріча через його повсякчасну критику і неприховану неприязнь до нацистського режиму і особливо до СС.
Втім, Гіммлер, маючи неприязнь до Фріча, мав на меті знищити свого опонента, що і відбулося в подальшому.
25 січня 1938 року Герінг поклав на стіл Гітлера дві папки компромату — на Фріча та Редера. У компроматі на Фріча йшлося про те, що генерал винен у гомосексуальних злочинах за статтею 175 німецького карного кодексу і що він, починаючи від 1935 року, платив шантажисту — колишньому в'язню, аби той про це мовчав. Документи гестапо Герінгу вручив Гіммлер з його помічником Гейдріхом.
Оберст Госсбах, ад'ютант Гітлера, будучи присутнім під час цієї зустрічі, всупереч наказу Гітлера не розголошувати почуте, повідомив Фріча про наявність звинувачень, які Фріч із обуренням категорично заперечив. Госсбах зміг домовитися з Гітлером про те, аби Фрічу надали можливість виступити на самозахист.
Того ж дня його викликали до Райхканцелярії, де в бібліотеці відбулася подальша розмова з Гітлером та присутніми Герінгом та Гіммлером. Фріч дав слово честі офіцера, що заявлені звинувачення були неправдою. Втім, Гіммлер запросив до приміщення підставну особу на ім'я Ганс Шмідт, колишнього в'язня, який свідчив проти Фріча і нібито впізнав у ньому офіцера, якого він застав за гомосексуальними зв'язками і той сплачував йому за мовчанку.
Як виявилося згодом, Ганс Шмідт дійсно отримував гроші від шантажування одного з офіцерів за тим же компроматом, але ім'я офіцера було Фріш. Заляканий гестапівцями Шмідт змушений був свідчити проти Фріча.
Шокований ситуацією Фріч не знайшов слів для виразного заперечення, що наштовхнуло Гітлера на думку про те, що всі свідчення правдиві. Згодом Фріч вимагав розгляду справи на військовому суді та можливості відновити свою репутацію, але позиція Гітлера була непохитною і зрештою його відсторонили.
Зрештою Фрічу все ж вдалося добитися відкриття справи на військовому суді, який очолив Герінг, але розгляд справи, який мав відбутися 10 березня 1938 року, було відкладено за наказом Гітлера. Напередодні, 9 березня, Канцлер Австрії Шушніг оголосив з трибуни про плебісцит щодо приєднання Австрії до Третього Райху, на що Гітлер зреагував вкрай негативно і мав готувати реалізацію плану «Отто» з аншлюсу Австрії.
Суд поновив свою роботу 17 березня. Не боячись політичних наслідків, оскільки тепер Німеччина мала повну підтримку народу, а Гітлер зосередив у своїх руках владу над усіма силовими відомствами, Герман Герінг виступив як справедливий суддя, а підставний свідок Шмідт під тиском суду зізнався в наданні неправдивих свідчень. Наступного дня суд виправдав Фріча, але це не допомогло поновитися Фрічу на посаді.
25 березня Гітлер відправив Фрічу листівку і привітав «з одужанням».

## Дуель з Гіммлером
Після розколу підставного свідка на суді, який зізнався в погрозах з боку гестапо і силовому примусу свідчити проти Фріча, Вернер фон Фріч викликав начальника гестапо Гіммлера на дуель у відповідності до старого військового кодексу. Виклик, написаний самим генералом Беком, передали генералу фон Рундштедту як найстаршому офіцеру армії, аби той передав його Гіммлеру. Але останній так злякався, що спершу не наважувався передати і довгий час носив виклик у кишені, доки не забув про нього. Дуель так і не відбулася.

## Смерть
11 серпня 1939 року його призначили почесним командиром його старого полку — 12-го артилерійського. 22 вересня 1939 року він став мішенню для польського кулеметника на підступах до оточення Варшави і вже за чотири дні його поховали в Берліні.

## Нагороди
Військова кар'єра
- 22 травня 1899 — фенріх
- 27 січня 1900 — лейтенант
- 18 жовтня 1908 — обер-лейтенант
- 22 березня 1913 — гауптман
- 16 вересня 1917 — майор
- 5 лютого 1923 — оберст-лейтенант
- 1 березня 1927 — оберст
- 1 листопада 1930 — генерал-майор
- 1 червня 1932 — генерал-лейтенант
- 1 лютого 1934 — генерал артилерії
- 20 квітня 1936 — генерал-полковник

- Залізний хрест 2-го і 1-го класу
- Королівський орден дому Гогенцоллернів, лицарський хрест з мечами
- Орден Червоного орла 4-го класу
- Орден «За заслуги» (Баварія) 4-го класу з мечами і короною
- Орден Фрідріха (Вюртемберг), лицарський хрест 1-го класу з мечами
- Орден Філіппа Великодушного, лицарський хрест 2-го класу
- Ганзейський Хрест (Гамбург)
- Хрест «За військові заслуги» (Австро-Угорщина) 3-го класу з військовою відзнакою
- Військова медаль (Османська імперія)
- Нагрудний знак «За поранення» в чорному
- Хрест «За вислугу років» (Пруссія)
- Орден Святого Йоанна (Бранденбург), лицар справедливості
- Почесний хрест ветерана війни з мечами
- Медаль «За вислугу років у Вермахті» 4-го, 3-го, 2-го і 1-го класу (25 років)
- Золотий партійний знак НСДАП (30 січня 1937)